# منطقه القرداحه
منطقه القرداحه (به عربی: منطقة القرداحة) یک تقسیمات کشوری سوریه در سوریه است که در استان لاذقیه واقع شده‌است.
این منطقه ۳۶۰٫۹۱ کیلومترمربع مساحت و ۷۵٬۲۷۹ نفر جمعیت دارد.